# Desnogorsk
Desnogorsk (russisch Десногорск) ist eine Stadt in der Oblast Smolensk (Russland) mit 29.677 Einwohnern (Stand 14. Oktober 2010).

## Geografie

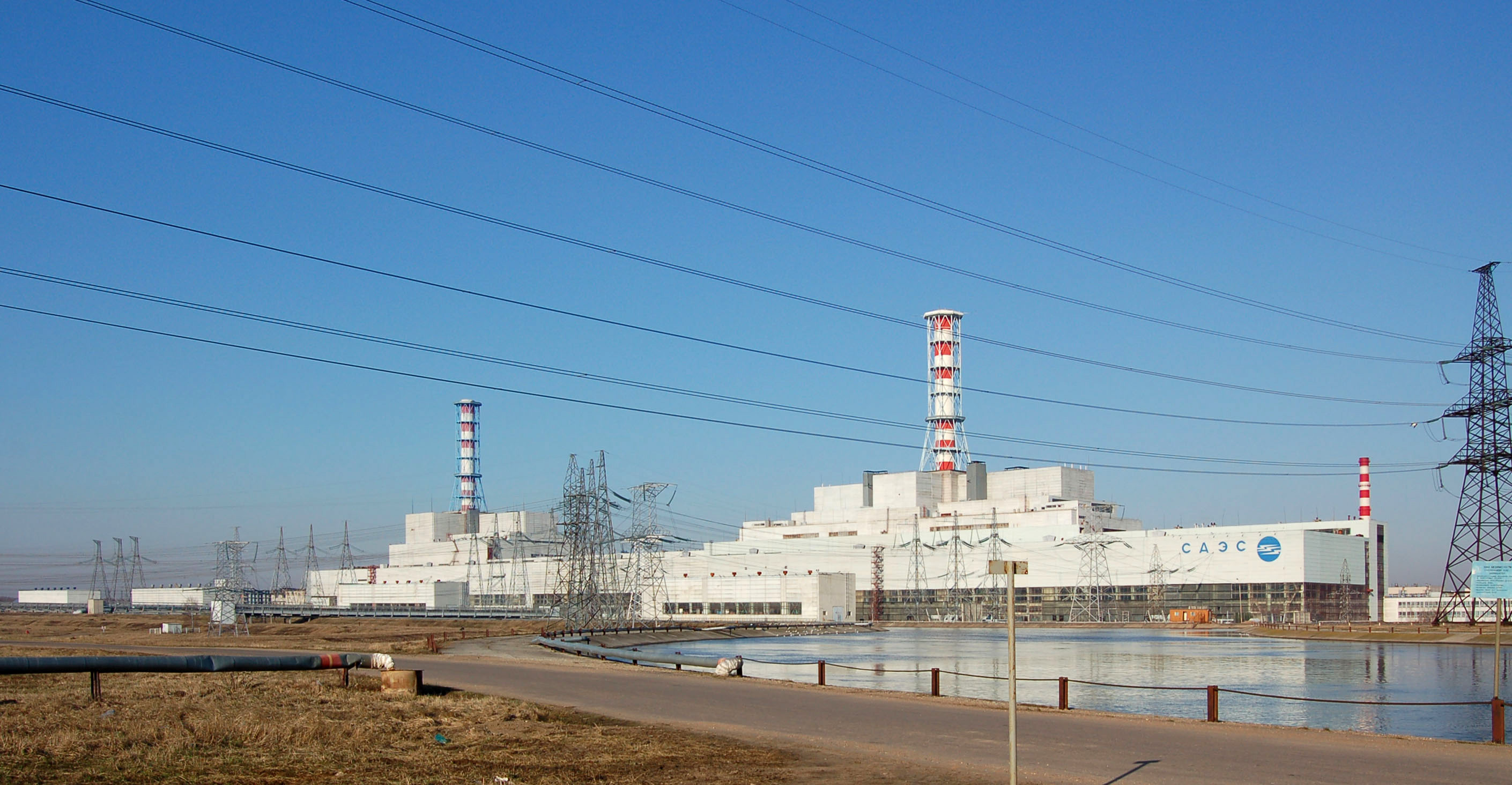
Kernkraftwerk Smolensk

Die Stadt liegt im Süden der Smolensker Höhen etwa 150 km südöstlich der Oblasthauptstadt Smolensk am rechten Ufer der Desna, eines linken Nebenflusses des Dnepr. Der Fluss ist hier zum 42 km² großen Desnogorsker Stausee aufgestaut.
Desnogorsk ist der Oblast administrativ direkt unterstellt.
Wenige Kilometer südlich führt die Fernstraße A101 von Moskau zur belarussischen Grenze an der Stadt vorbei.

## Geschichte
Desnogorsk entstand ab den 1960er Jahren im Zusammenhang mit dem Bau des drei Kilometer entfernten Kernkraftwerkes Smolensk, erhielt am 26. Februar 1974 den Status einer Siedlung städtischen Typs und 1989 das Stadtrecht.

### Bevölkerungsentwicklung
| Jahr | Einwohner |
| ---- | --------- |
| 1979 | 09.830    |
| 1989 | 32.302    |
| 2002 | 32.070    |
| 2010 | 29.677    |

Anmerkung: Volkszählungsdaten

## Kultur und Sehenswürdigkeiten
33 Kilometer von Desnogorsk entfernt befindet sich der ehemalige Landsitz Nowospasskoje des Komponisten Michail Glinka, heute Museum.

## Wirtschaft
Stadtbildendes Unternehmen ist das von Rosenergoatom betriebene Kernkraftwerk Smolensk, daneben Betriebe der Bauwirtschaft und der Lebensmittelindustrie.